# 熊本市立田迎南小学校
熊本市立田迎南小学校（くまもとしりつ たむかえみなみしょうがっこう）は、熊本県熊本市南区田井島三丁目にある公立小学校。

## 沿革
- 1983年（昭和58年） - 熊本市立田迎小学校より分離し開校
- 2021年（令和3年）　-新校舎完成

## 委員会
- 企画委員会
- 放送委員会
- 体育委員会
- 給食委員会
- 生活委員会
- 保健委員会
- 掲示委員会
- 緑化委員会
- 整美委員会
- 音楽委員会
- 図書委員会

## クラブ活動
クラブ活動と部活動は4年生から入ることができ、両方とも入ることもできる。

### 部活動
- サッカー部(2024年4月より廃部）
- 音楽部
- 総合運動部

### クラブ活動
- タブレットクラブ
- 映画鑑賞クラブ
- ドッジボールクラブ
- キックベースクラブ
- 読書クラブ
- 英語クラブ
- ミニサッカークラブ
- バドミントンクラブ
- 昔遊びクラブ
- 折り紙，ポップアップカードクラブ
- 手芸クラブ